# Marion Tietz
Marion Tietz (Berlim, 17 de novembro de 1952) é uma ex-handebolista alemã, medalhista olímpica.

## Carreira
Marion Tietz fez parte da equipe alemã oriental do handebol feminino, prata em Montreal 1976 e bronze Moscou 1980, com um total de 10 jogos e 27 gols.